# Бобенко Андрій Михайлович
Андрій Михайлович Бобенко (Бібик) (*12 серпня 1854, с. Добренька, Костянтиноградський повіт, Полтавська губернія — †1920) — український поет, один з перших поетів-робітників.
Андрій Бобенко народився 12 серпня 1854 року в селі Добренька Костянтиноградського повіту, Полтавської губернії в сім'ї бідного селянина. В шість років Андрій залишився без матері. Батько одружився з жінкою, що не прихильно ставилась до малого Андрія. Коли хлопцеві виповнилось десять років, батько віддав його за 20 карбованців на 4 роки у найми до крамаря.
В сімнадцятирічному віці Андрій потрапив на пароплав у Херсоні, звідки поїхав до Одеси. Працюючи кочегаром на океанських пароплавах, далеко від рідних берегів, він почав писати вірші українською мовою. Капітан пароплава Л. І. Гаврилов помітив обдарованого юнака і познайомив його з діячами Одеської громади. Вони допомогли влаштуватися на роботу в залізничне депо, дали йому освіту (історію та географію, наприклад, йому викладав Леонід Смоленський).
В подальшому Бобенко працював вчителем. Друкуватися почав 1883 року в «Раді» альманасі Михайла Старицького. Згодом публікувався в журналі «Зоря» й петербурзькому соціал-демократичному виданні «Вільна Україна». Як поет, формувався під впливом Тараса Шевченка. Він був одним з перших поетів-робітників. Відомі його твори — «Було», «Бурлака», «Марні сльози», «Лірник», «Багата кутя». У листопаді 1919 року, незадовго до смерті, Андрій Бобенко написав заповіт, у якому були такі рядки:
|  | Здається, скоро я покину Все, що любив, для чого жив, Сім'ю, народ свій, Україну, Все, чим на світі дорожив. А вам, брати мої і діти, Даю маленький заповіт: Шукайте всюди правди світу. |